# Wagrainer Straße
Die Wagrainer Straße B 163 ist eine Landesstraße in Österreich. Sie hat eine Länge von 22,5 km und verbindet das Tal der Enns bei Altenmarkt im Pongau mit dem Tal der Salzach bei Sankt Johann im Pongau. Benannt ist die Straße nach der Gemeinde Wagrain, dem größten Ort entlang der Strecke.

## Geschichte
Die Wagrainer Straße gehört zu den 20 Straßen, die im Salzburger Straßengesetz vom 14. Jänner 1873 ausdrücklich als Landesstraßen bezeichnet werden. 
Die Wagrainer Straße gehört seit dem 1. Jänner 1973 zum Netz der Bundesstraßen in Österreich.